# Strömsund
Strömsund (en sami meridional, Straejmie) es una localidad sueca (tätort), sede del municipio homónimo, en la provincia de Jämtland y la región de Norrland. Tenía una población de 3590 habitantes en 2023. Está localizada a orillas del lago Ströms Vattudal, unos 100 km al norte de Östersund.

## Demografía
| Gráfica de evolución demográfica de Strömsund entre 1900 y 2015 |
|                                                                 |
| Oficina Central de Estadísticas de Suecia                       |